# 香草醛
香草醛（英語：Vanillin，通称香兰素），是一種白色至微黄色针状结晶的酚醛，化學式為C8H8O3，官能团包含醛基、羟基和醚键。香草醛是香荚兰豆的天然提取物主要成分，是重要的食用香料之一。现今人工合成的香草醛被廣泛应用于食品、饮料和医药领域的调香。香草醛廣泛用於香水中，以創造美食香味。
乙基香兰素的香气强度和留香时间都强于香兰素，是一种重要的人工合成香料。最初香草醛由天然原料丁香油中的丁香油酚出发合成，而今更经济的选择是制浆产业中的木质素法，或是以石油化工前体的愈创木酚和乙醛酸为原料的路线。据称，木质素法的合成香草素有更丰富的风味层次，而产生差异的原因是香草乙酮。

## 历史
尽管普遍认为香草是在中美洲被驯化的，随后在16世纪传播到旧大陆，但在2019年发表的一篇论文指出，在以色列一座古墓中的罐子里发现了香兰素残留物，其年代可追溯到公元前两千年。这表明自中期青铜时代以来，迦南可能种植了一种尚未确认、旧大陆特有的香草物种。在耶路撒冷的酒罐中也发现了香兰素的痕迹，这些酒罐被认为是犹大族权贵在耶路撒冷之围前的公元前 586 年所使用的。
香荚兰豆是中美洲原住民发现和种植的饮料调味品（阿兹特克人称为tlilxochitl），其中最著名的是现代墨西哥韦拉克鲁斯州的托托纳克人。最晚自 15 世纪初开始，阿兹特克人就在名为 "xocohotl "的饮料中使用香草作为巧克力的调料。
1858 年泰奥多尔·尼古拉斯·高布利首次分离出相对纯净的香兰素，他将香草提取液蒸干，然后重结晶得到固体。1874 年，德国科学家费迪南德·悌曼和威廉·哈曼推断出了它的化学结构，同时发现了从松柏苷（一种从松柏树皮中发现的异丁香油酚的葡萄糖苷）合成香兰素的路线。悌曼和哈曼成立了哈曼·雷默公司（现为德之馨的一部分），并在霍尔茨明登利用他们的工艺（即Reimer–Tiemann反应）开始了香兰素的首次工业生产。1876 年，卡尔·雷默首次用愈创木酚（1）合成了香兰素（2）。

雷默对香兰素的全合成

到 19 世纪末，从丁香油中的丁香油酚衍生的半合成香兰素已经可以在市场上买到。合成香兰素在1930年代变得更普及，彼时丁香油法香兰素被从造纸业制备木浆的亚硫酸盐制浆法所产生的废液中的木质素法合成香兰素所取代。在1981 年，索罗尔德的一家纸浆造纸企业供应了全球 60% 的合成香兰素市场。然而，木浆工业随后的发展使木质素废料作为合成香兰素原料的竞争力下降。如今，全球生产的香兰素中只有约 15% 是用木质素废料制成的
，而约 85% 是通过两步法从石油化工前体愈创木酚和乙醛酸合成的。

## 分布

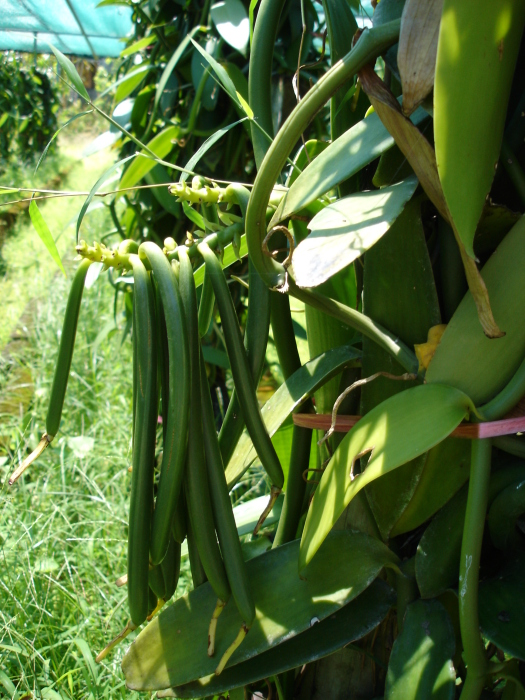
香草荚中只含有葡萄糖苷形式的香草醛，没有香草的独特气味。

香兰素是香草中最主要的风味来源，风干的香草荚中含有约2% 的香兰素。在品质优良的干豆荚上，相对纯净的香兰素可能会以白色粉末或“霜”的形式挂在豆荚表面。原产于巴拉圭和巴西南部的一种筒叶兰香钗兰和中国油松中也有香兰素。
在低浓度下，香兰素可为橄榄油 、黄油 
、树莓 
和荔枝等许多食品增添香气。橡木桶陈酿会赋予一些葡萄酒、醋 和烈酒香兰素的香气。
在其他食品中，加热可能会由其他化合物产生香兰素，并为其提供香草的风味和香气，比如咖啡、枫糖和全谷产品（包括墨西哥薄饼 和燕麦片）。

## 用途
可用于食品生产中，具有配制食用香精的作用，同时也可用于医药、日化、电镀、饲料等其他方面。

## 贮存
在阴凉、干燥、避光和的通风室内处贮存，需防止日晒雨淋。

## 制作方法
把香草荚剖开取出香草籽，再和剪成小段的香草荚枝干一起浸泡在40度以上的酒中（一般可以选取白朗姆酒/伏特加等），浸泡3个月左右。